# Clam-Martinic

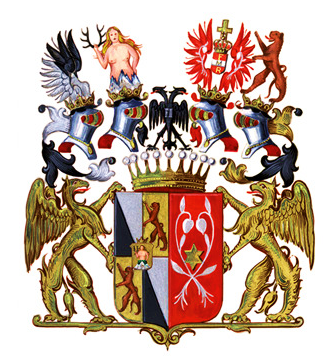
Wappen der Grafen von Clam-Martinitz, Freiherrn von Höhenberg, 1792

Clam-Martinic (auch Clam-Martiniz oder Grafen von Clam-Martinitz, Freiherrn von Höhenberg) ist der Name eines alten österreichischen Hochadelsgeschlechts, mit dem das erloschene Adelsgeschlecht Clam-Gallas, die sogenannte „jüngere Linie“ der Grafen von Clam, stammesverwandt war.

## Geschichte

### Perger
Die Grafen von Clam sind ein altes Geschlecht, das zum Uradel des Erzstiftes Salzburg gehört.
Ursprünglich nannten sie sich Perger, nach dem Weiler Berg bei Henndorf nahe Salzburg. Im Herzogtum Kärnten sollen die Perger mit Schloss Höhenbergen bei Völkermarkt begütert, aber nicht landständisch gewesen sein, und schon 1209 urkundlich belegt sein. Bartlme Perger von Höhenbergen soll der Letzte Agnat in Kärnten gewesen sein. Die Perger erscheinen am 2. Februar 1297 urkundlich, im Besitz des Mannlehens Adelhohstat bei Seekirchen am Wallersee.
1382 und später bis 1396 schließlich hatten Örtel, Heinz, Chätzel, Lucas und Hans die Perger Dienstverträge mit Salzburg zur Teilnahme an verschiedenen Feldzügen. Ulrich der Perger war 1357 bis 1363 Richter zu Neuötting, Heinrich der Perger urkundet 1368 und 1371 in Krain. 1387 verkaufte Friedreich der Perger, Jägermeister des Herzogs in Niederbayern, Güter im Rottal (Bayern). Dabei urkundete Hans der Perger, Richter zu Ötting, als Zeuge. Sigmund Perger, urkundlich 1405–1429, und Hans Perger, 1422, kommen in Bamberger Lehensbriefen in Kärnten vor. Achaz Perger urkundete 1406–1415 als Burggraf zu Lochental, auch 1446 im Aufgebot gegen Ungarn mit Jörg Perger. Franz Perger wird 1440 in Urkunden des Stiftes St. Paul in Kärnten genannt. Auch als Bürger zu Völkermarkt in Kärnten finden sich Perger 1498, 1535 und noch 1580. Der Genealoge Friedrich Graf Lanjus von Wellenburg (1888–1940) schlussfolgerte 1931: „Man wird daraus schließen dürfen, dass die Perger ursprünglich aus Kärnten stammten und zu jenen „fahrenden Rittern“ gehörten, die, in der Heimat zu wenig begütert, im Dienste fremder Herren ihr Fortkommen suchten.“
Die Familie ließ sich in nachfolgender Zeit in Österreich ob der Enns nieder.
Die urkundlich gesicherte Stammreihe beginnt mit dem Edlen und Vesten Stephan Perger, Herrn Conrad Pergers Sohn (urkundlich 1484; † 16. November 1521), der aus Kärnten, abstammend vom Schlösschen Höhenperg (Höhenbergen bei Völkermarkt), gekommen sein soll. Er wurde in Österreich ob der Enns als Erster seines Geschlechts dort urkundlich erwähnt. Sein mit dem pergerschen Stammwappen geschmücktes Epitaph ist in der Pfarrkirche zu St. Pantaleon. Vermählt war er mit Catharina Apfalterin.
Der reich begüterte Ladislaus Prager hielt sich selten in seiner kleinen Burg Windhag auf, sondern lebte meist in den Schlössern Freistadt und Enns oder in seinen Stadthäusern zu Wien und Linz. Windhag gab er am 20. November 1504 dem edlen Stephan Perger auf längere Zeit in Pflege. Stephan Perger hatte 1504 außer der Pflege auf Windhag von Laßla Prager, seinem Landsmann, auch den Sitz zu Aich samt Hofbau und die Tiemühle bei Zeil zum Nießbrauch erhalten.
Stephan Perger war auch der Pfleger des Siegmund und des Heinrich Prüschenk, des Ahnherren der späteren Grafen von Hardegg im Unteren Mühlviertel in Oberösterreich, der 1493 die Herrschaft Clam erworben hatte. Stephan wurde zum Stammvater der Familien Clam-Martinic und Clam-Gallas. Er besaß nach dem Freiherrn von Hoheneck schon 1510 das unweit Strengberg gelegene Gut St. Panthaleon.

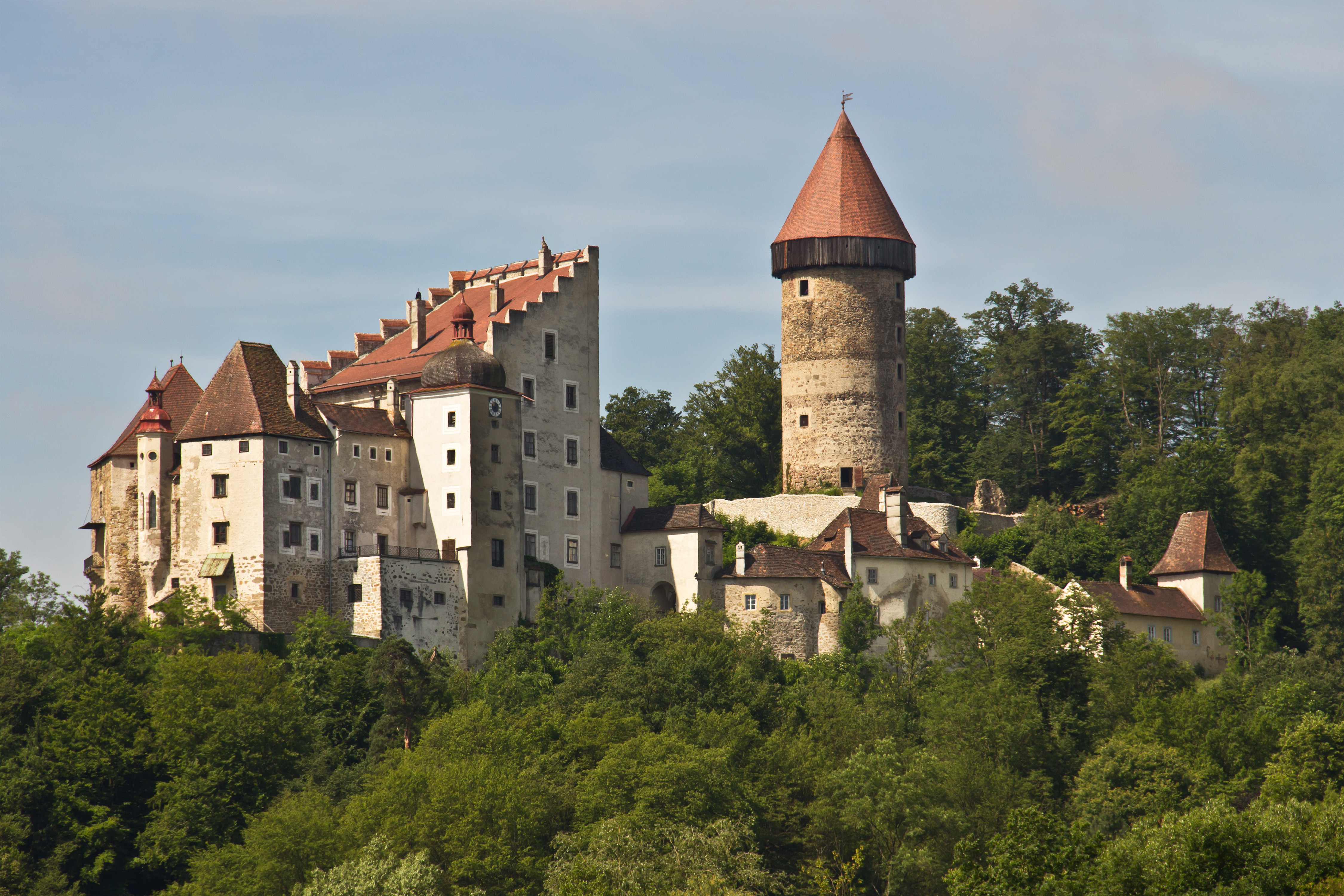
Burg Clam, Oberösterreich

Sein Sohn Christoph Perger konnte 1524 von den Prüschenk, Grafen von Hardegg, das seit 70 Jahren in Pfandbesitz seiner Familie befindliche „Schloss und Veste Clam mitsamt dem Turm“ als Lehen erwerben. Er war mit Walburga von Noppingen verheiratet, der Letzten ihres Geschlechts. Von dieser Zeit an führte das Geschlecht den Namen „Edle Herren von und zu Clam“, behielt aber zugleich auch den älteren Prädikatsnamen „von Höchenperg“ bei.
Nach Christoph Perger I. († 1534) folgten Christoph Perger II. († 1581), dessen Sohn Hanns Enoch Perger († 1617) und Enkel Johann Gottfried Perger (1598–1673). 1640 wurde diesem von Kaiser Ferdinand III. der Titel Edler Herr zu Clam verliehen. 1642 ging das Lehen zu Clam durch Kauf in das Eigentum des Geschlechts über, das in der Folge seinen ursprünglichen Namen Perger wegließ. Am 22. November 1655 wurde Johann Gottfried in den Freiherrnstand erhoben, worauf er zum katholischen Glauben übertrat. Er war der Gemahl der Freiin Anna Sibylla geborene von Kageneck (1602–1662), durch die er zum Vater von zwölf Kindern wurde.
Am 17. November 1759 verlieh Kaiserin Maria Theresia der Familie den Reichsgrafenstand. Die Standeserhöhung betraf fünf Brüder, von denen der ältere, Johann Gottlieb, und der vierte, Johann Christoph, das Geschlecht fortpflanzten. Die Familie teilte sich dadurch in die ältere und in die jüngere Linie: Clam-Martinic und Clam-Gallas.

### Linie Clam-Martinic
Die ältere Linie wurde von Johann Gottlieb (* 15. Februar 1730; † 5. Juli 1793) begründet. Er war mit Caroline Gräfin von Desfours (* 29. Oktober 1731) verehelicht. Ihr einziger Sohn, Carl Joseph (* 4. September 1760; † 26. September 1826), vermählte sich mit Maria Anna Gräfin Borita von Martinitz (* 29. Juni 1768 in Prag). Sie war die Tochter des Grafen Franz Karl von Martinitz (* 6. September 1733) und der Marie Josefa Gräfin von Sternberg (* 20. November 1746) und der letzte Spross dieses alten, 1623 in den Reichsgrafenstand erhobenen Geschlechts.
Im Zuge der Heirat erfolgte eine Vereinigung des Besitzes und der Wappen des österreichischen Adelsgeschlechts der Grafen von Clam und des böhmischen Adelsgeschlechts der Grafen von Martinic. Die Familie führt seit dem 2. November 1792 den Namen Clam-Martinic, als eine zu Wien erfolgte, erbländisch-österreichische Verleihung. Am 9. November 1792 erfolgte die Erhebung in den böhmischen Herrenstand.
Die Linie Clam-Martinic übernahm auch den alten Familienbesitz Burg Clam, der sich bis heute in ihrem Besitz befindet. Der Ehe des Carl Joseph entsprangen fünf Kinder, drei Söhne und zwei Töchter. Der älteste Sohn Karl Johann Nepomuk (* 23. Mai 1792; † 29. Januar 1840 in Wien) war k. k. Feldmarschallleutnant (Rang vom 26. November 1837). Er war mit Lady Selina (* 2. Mai 1792; † 29. August 1872 in Ertischowitz), Tochter des Richard Meade, 2. Graf von Clanwilliam und der Maria Karoline Gräfin von Thun und Hohenstein (* 10. Mai 1769; † 8. August 1800 in Wien), verheiratet. Zu Ansehen gelangte sein älterer Sohn Heinrich Jaroslaw (1826–1887), ein böhmisch-nationaler Politiker, der mit Augusta Aloisia Maria Altgräfin zu Salm-Reifferscheidt-Raitz (* 5. November 1833; † 11. Juni 1891) vermählt war.
Am 18. April 1861 wurden die Grafen von Clam-Martinic erbliche Mitglieder des Herrenhauses des österreichischen Reichsrats und werden seitdem zum österreichischen Hochadel gezählt.
Noch größeres Ansehen erlangte Heinrich Jaroslaws Enkel, der Sohn seines jüngeren Sohnes Richard (* 12. März 1832; † 15. November 1891 in Smečno) aus dessen Ehe mit Maria Ludovica Sophia, Gräfin von Bombelles (* 29. Juli 1836 in Schönbrunn; † 10. Mai 1921 in Prag), nämlich Graf Heinrich Karl Maria von Clam-Martinic (1863–1932), Generalmajor a. D. (Rang vom 12. April 1918) und österreichischer Ministerpräsident. Er war mit Anna Maria Franziska Theodora, Gräfin von Abensperg und Traun (* 12. November 1875 in Petronell; † 2. August 1956 auf Schloss Clam) verheiratet; die Verbindung blieb kinderlos.
Die Burg Clam befindet sich heute in der 23. Generation im Besitz der Familie, derzeit von Carl Philip Clam-Martinic, gelerntem Maschinenbauingenieur und Forstwirt. Er trat 2001 das Erbe an und übernahm damit die Geschäftsleitung über Gutsverwaltung und Nebenbetriebe, nachdem er zuvor zwei Jahre als Marketing-Manager in Hongkong in der Uhrenindustrie tätig war. Insgesamt gehören zur Burg knapp 500 Hektar Grund- und Waldfläche, die land- und forstwirtschaftlich genutzt und verpachtet werden. Auch ein Wasserkraftwerk, das für 200 Haushalte Ökoenergie erzeugt, wird betrieben.

### Linie Clam-Gallas
Die jüngere Linie wurde begründet von Johann Christoph (* 11. Juli 1702; † 1. April 1778), der seit dem 15. September 1745 mit der Reichsgräfin Aloisia Colonna von Völs (* 11. Januar 1714; † 1. Juni 1782) verheiratet war. Ihr Sohn Christian Philipp (* 29. April 1748; † 8. Februar 1805) wurde von seinem Onkel, dem letzten, 1757 verstorbenen Grafen Philipp Joseph von Gallas, zum Erben seiner großen Besitzungen in Böhmen eingesetzt und nahm mit k. k. Konzession vom 29. August 1768 Namen und Wappen derer von Gallas an. Mit dem Tode seines Urenkels Franz Graf Clam-Gallas (1854–1930) erlosch die Linie Clam-Gallas im Mannesstamm. Aus dessen Ehe mit Maria von Hoyos-Sprinzenstein entstammten sieben Töchter.
Die Grafen von Gallas waren ein ursprünglich aus Italien stammendes Geschlecht, das mit Matthias Gallas (1588–1647), kaiserlicher Generalleutnant im Dreißigjährigen Krieg, seit 1632 Reichsgraf und seit 1635 Herzog von Lucera, zu großem Besitz in Böhmen gekommen war. Dessen Enkel war Johann Wenzel von Gallas, Herzog von Lucera, Oberstlandmarschall des Königreichs Böhmen, kaiserlicher Verwalter des Herzogtums Limburg und zuletzt Vizekönig von Neapel, Sohn von Franz Ferdinand von Gallas und Katharina Barbara, geborene Gräfin von Martinic (1645–1670).

## Wappen

### Stammwappen
Blasonierung: Das Stammwappen der Perger zu Clam, nachmals Grafen von Clam, um 1930 (im Stil um 1350) zeigt in Gold hinter drei natürlichen Felsen eine nackte Jungfrau mit einem grünen Kranze auf dem Kopfe und mit fliegendem blonden Haar empor, welche in der Rechten ein Hirschgeweih emporhebt, die Linke aber in die Hüfte stemmt.

### Gemehrte Wappen
Blasonierung: Das gemehrte Wappen von 1574 zu Wien am 4. Mai nach erfolgter Wappenvereinigung mit denen der erloschenen von Nopping(en) zeigt einen quadrierten Wappenschild, Felder 1 und 4 von Schwarz und Silber schrägrechts geteilt († von Noppingen); Feld 2 und 3 in Gold hinter drei natürlichen Felsen eine nackte Jungfrau mit einem grünen Kranze auf dem Kopfe und mit fliegendem blonden Haar empor, welche in der Rechten ein Hirschgeweih emporhebt, die Linke aber in die Hüfte stemmt (Stammwappen); darüber zwei gekrönte Helme: 1. mit schwarz-silbernen Decken ein von Schwarz und Silber schrägrechts geteilter geschlossener Adlerflug; 2. mit schwarz-goldenen Decken die Jungfrau wie im Schild.
Blasonierung: Das gemehrte Wappen von 1655 zeigt einen quadrierten Wappenschild mit Herzschild; im goldenen, mit einer Spitzenkrone gekrönten Herzschild wächst hinter drei natürlichen Felsen eine nackte Jungfrau mit einem grünen Kranze auf dem Kopfe und mit fliegendem blonden Haar empor, welche in der Rechten ein Hirschgeweih emporhebt, die Linke aber in die Hüfte stemmt; Felder 1 und 4 von Schwarz und Silber schrägrechts geteilt; Felder 2 und 3 in Gold eine aufgerichtete rechtshin springende schwarzgraue Katze. Drei gekrönte Helme: I. mit schwarz-silbernen Decken ein von Schwarz und Silber schrägrechts geteilter geschlossener Adlerflug; II. die Jungfrau aus dem Herzschild; III. die schwarzgraue Katze vom 2. Und 3. Feld. Die Decken sind rechts schwarz silbern und links rot-golden.
Blasonierung: Das gemehrte Wappen der von 1792 zeigt einen der Länge nach geteilten oder zusammengeschobenen Hauptschild; die rechte Seite ist quadriert mit Herzschild; im goldenen, mit einer Spitzenkrone gekrönten Herzschild wächst hinter drei natürlichen Felsen eine nackte Jungfrau mit einem grünen Kranze auf dem Kopfe und mit fliegendem blonden Haar empor, welche in der Rechten ein Hirschgeweih emporhebt, die Linke aber in die Hüfte stemmt; 1 und 4 von Schwarz und Silber schrägrechts geteilt. (erloschene von Nopping) 2 und 3 in Gold eine aufgerichtete rechtshin springende schwarzgraue Katze (verstorbene von Polching); die linke Seite des Schildes zeigt in Rot zwei silberne, aus gemeinschaftlicher Wurzel an langen Stängeln emporgewachsene und einwärtsgekehrte Seeblumenblätter [oder Lindenblätter] (Martinic) und dazwischen ein achtstrahliger goldener Stern (erloschene Grafen von Sternberg); auf der Grafenkrone stehen vier gekrönte Helme und zwischen diesen in der Mitte der doppelte schwarze kaiserliche mit F. II bezeichnete Adler; der rechte Helm trägt einen geschlossenen von Schwarz und Silber schrägrechts geteilten Adlersflug (erloschene von Nopping), der zweite die wachsende Jungfrau des Herzschildes; über dem dritten Helme schwebt zwischen zwei roten Flügeln, von denen jeder mit einem silbernen Seeblatt an einem langen Stängel belegt ist, das kaiserliche Hauswappen mit der Krone, auf dessen silbernem Querbalken sich der Buchstabe M, im roten Feld oben F und unten der Buchstabe R finden: „F. M. R.“, drei Kaiser: Ferdinand, Matthias, Rudolf (erloschene Grafen Martinic); auf dem linken Helme steht die Katze des 2. und 3. Feldes; die Decken des rechten und dritten Helmes sind rot und silbern, die des zweiten und linken schwarz und golden; den Schild halten zwei einwärtssehende goldene Greife.

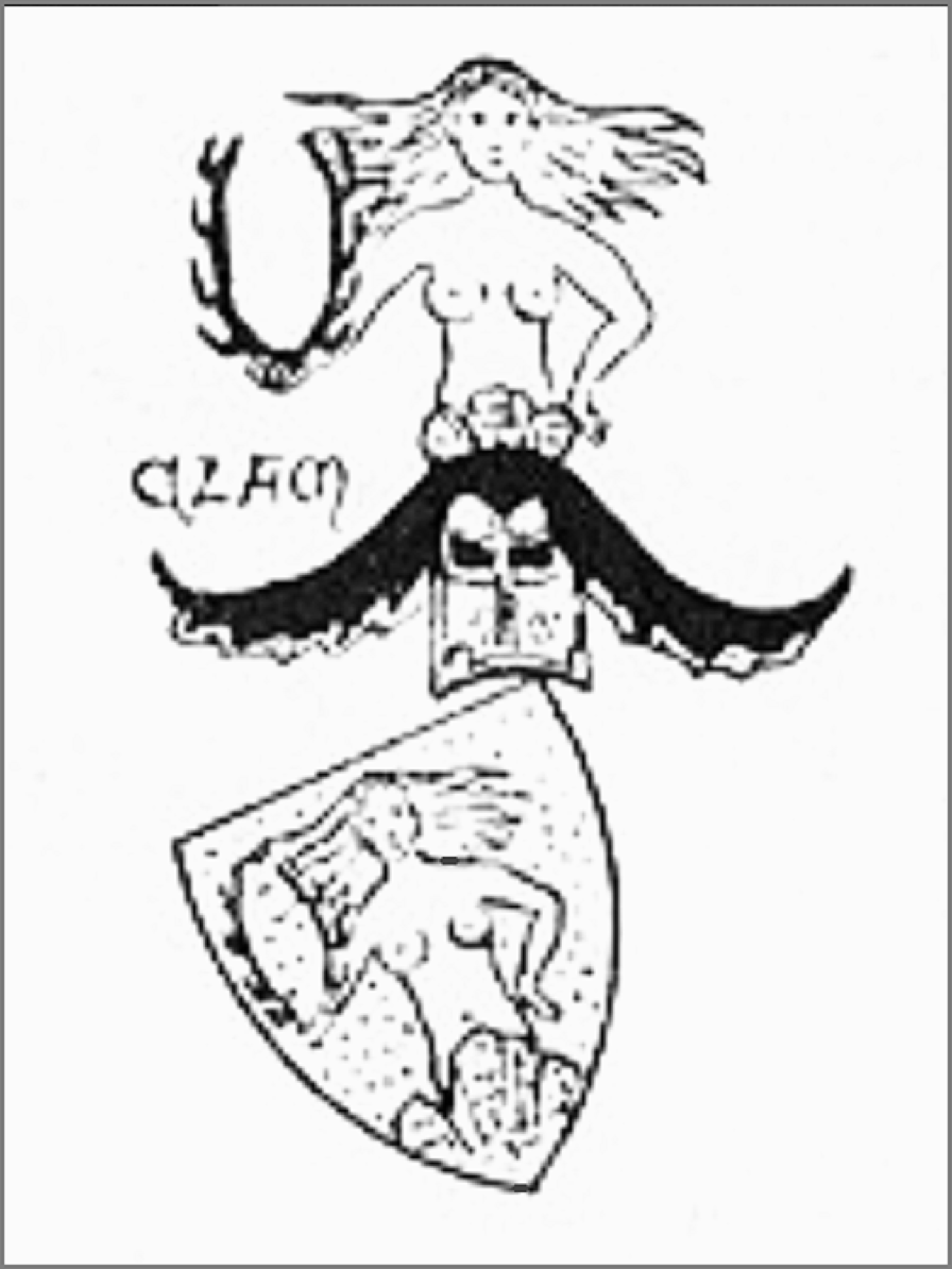
Stammwappen der Perger zu Clam, nachmals Grafen von Clam, um 1930 (im Stil um 1350)
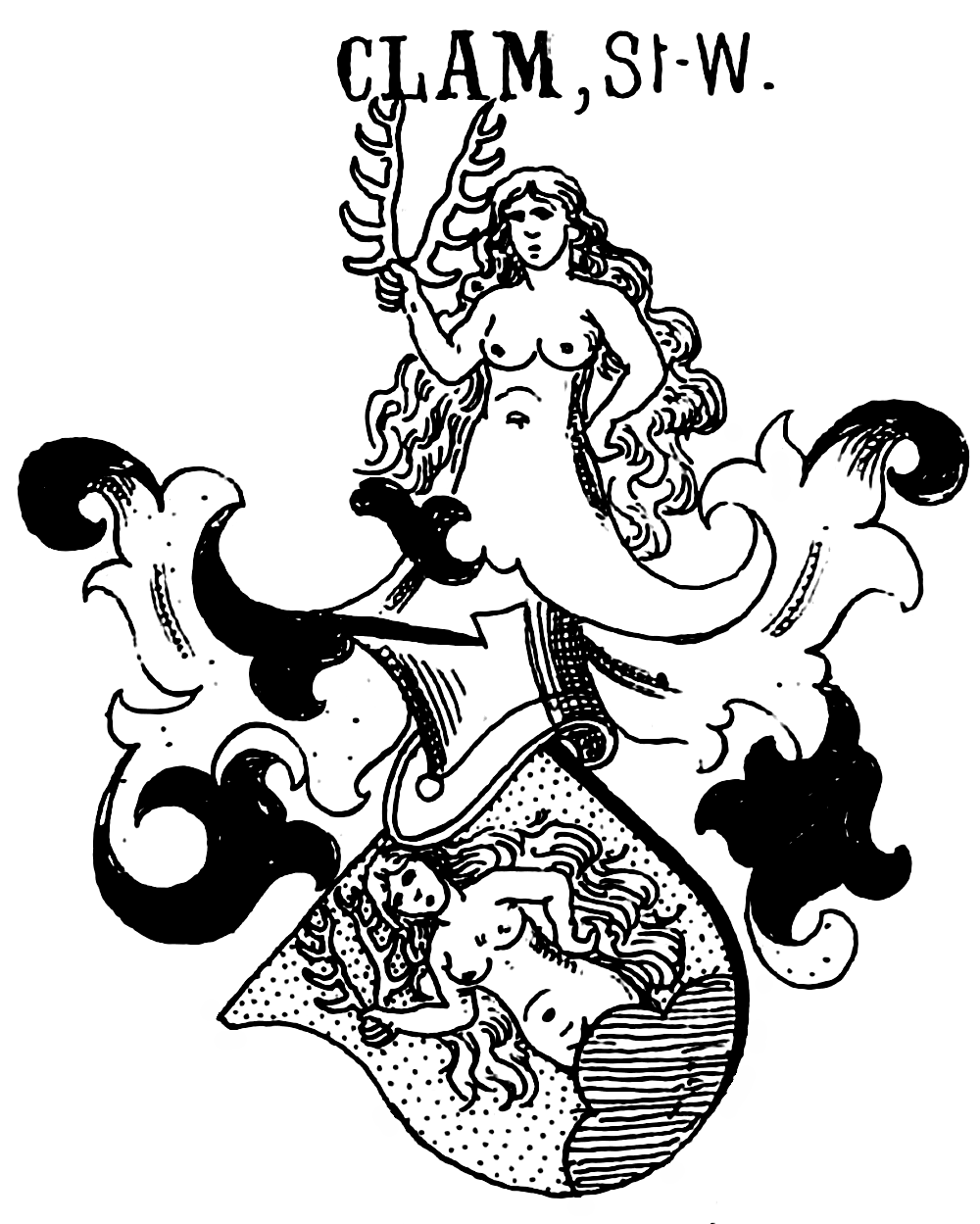
Stammwappen in Siebmachers Wappenbuch
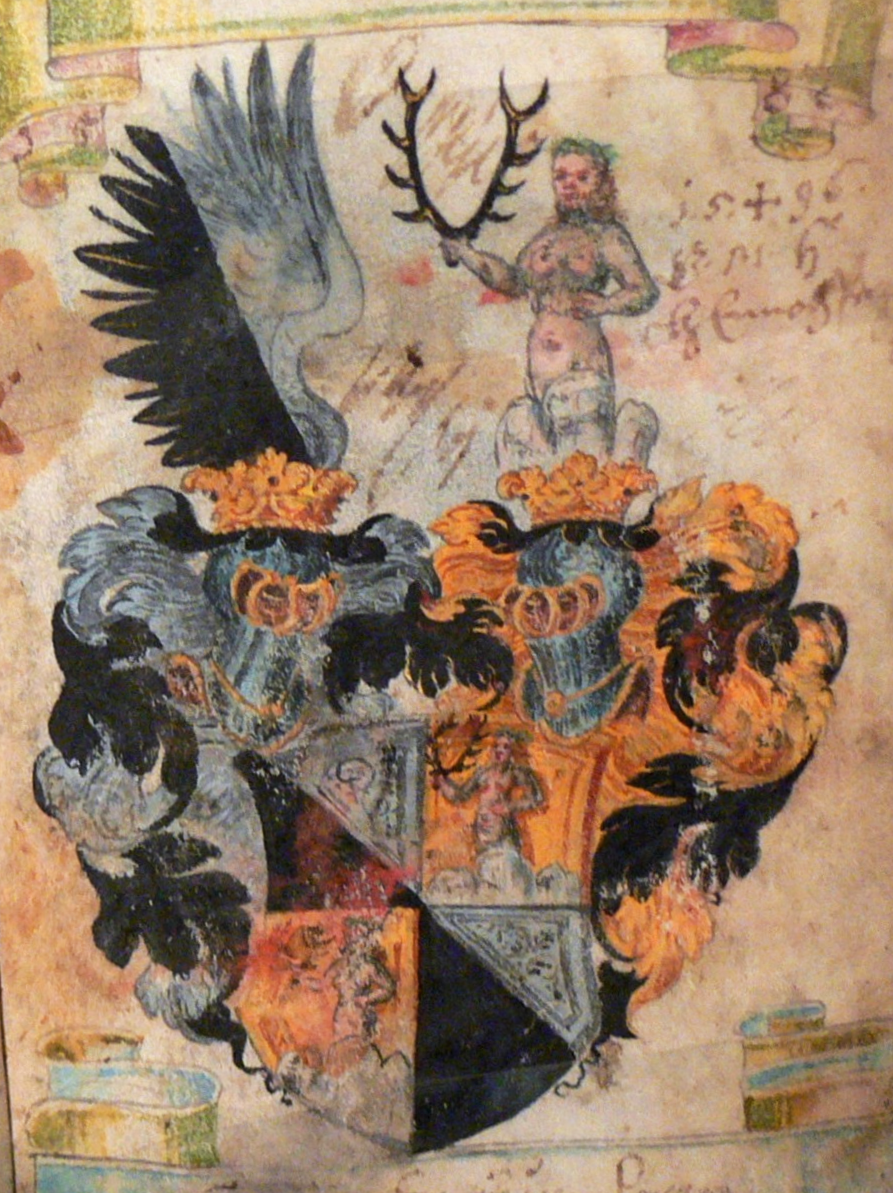
Gemehrtes Wappen des Georg Ehrenreich Perger von Clam (1582, nach Vereinigung Noppingen-Perger von 1574)
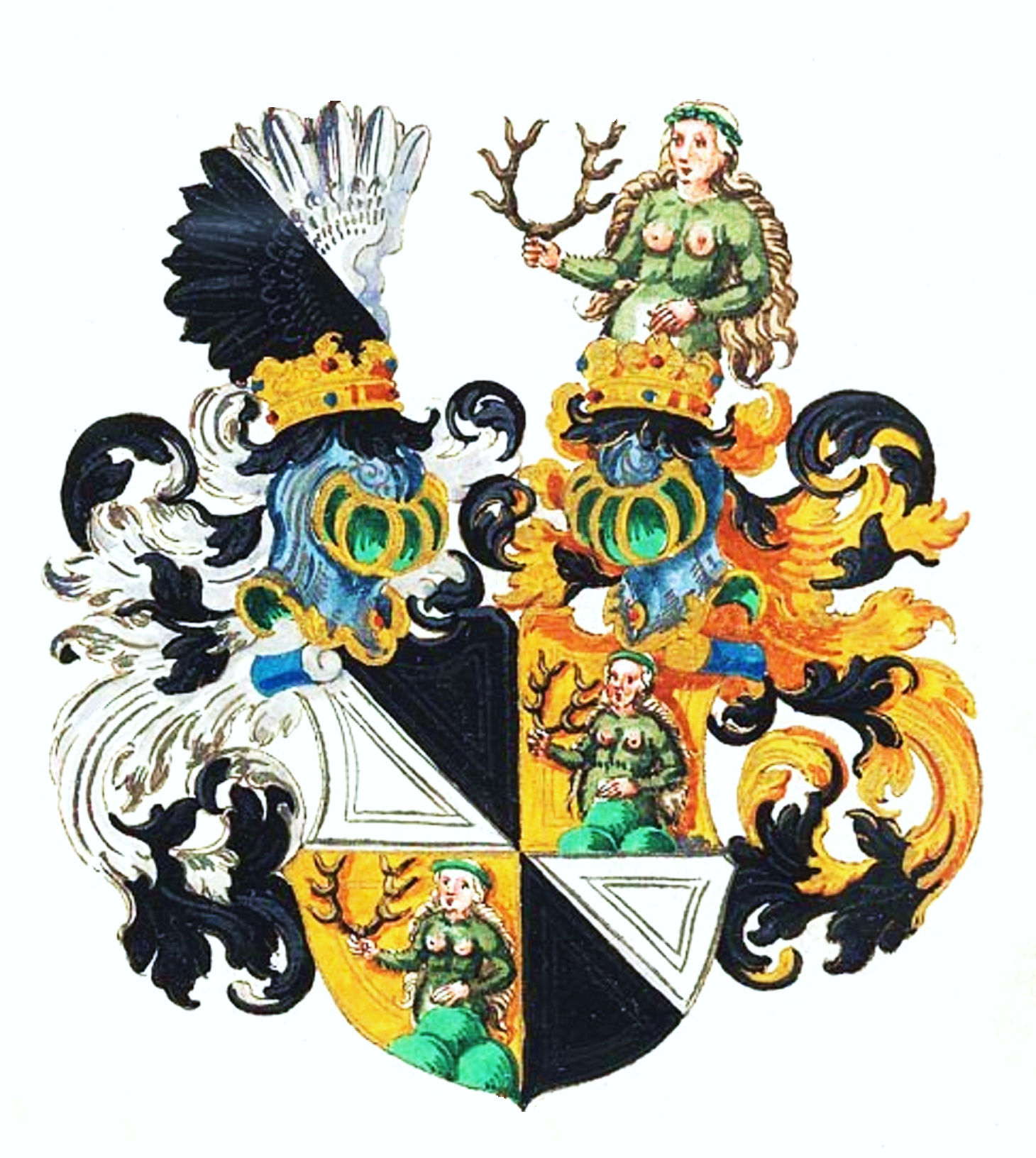
Gemehrtes Wappen des Georg Ernricus [Georg Ehrenreich] Perger von Clam (1585, nach Vereinigung Noppingen-Perger von 1574), aus dem Album amicorum des Danziger Kaufmanns und Bürgermeisters Johann Speimann (1563–1625)
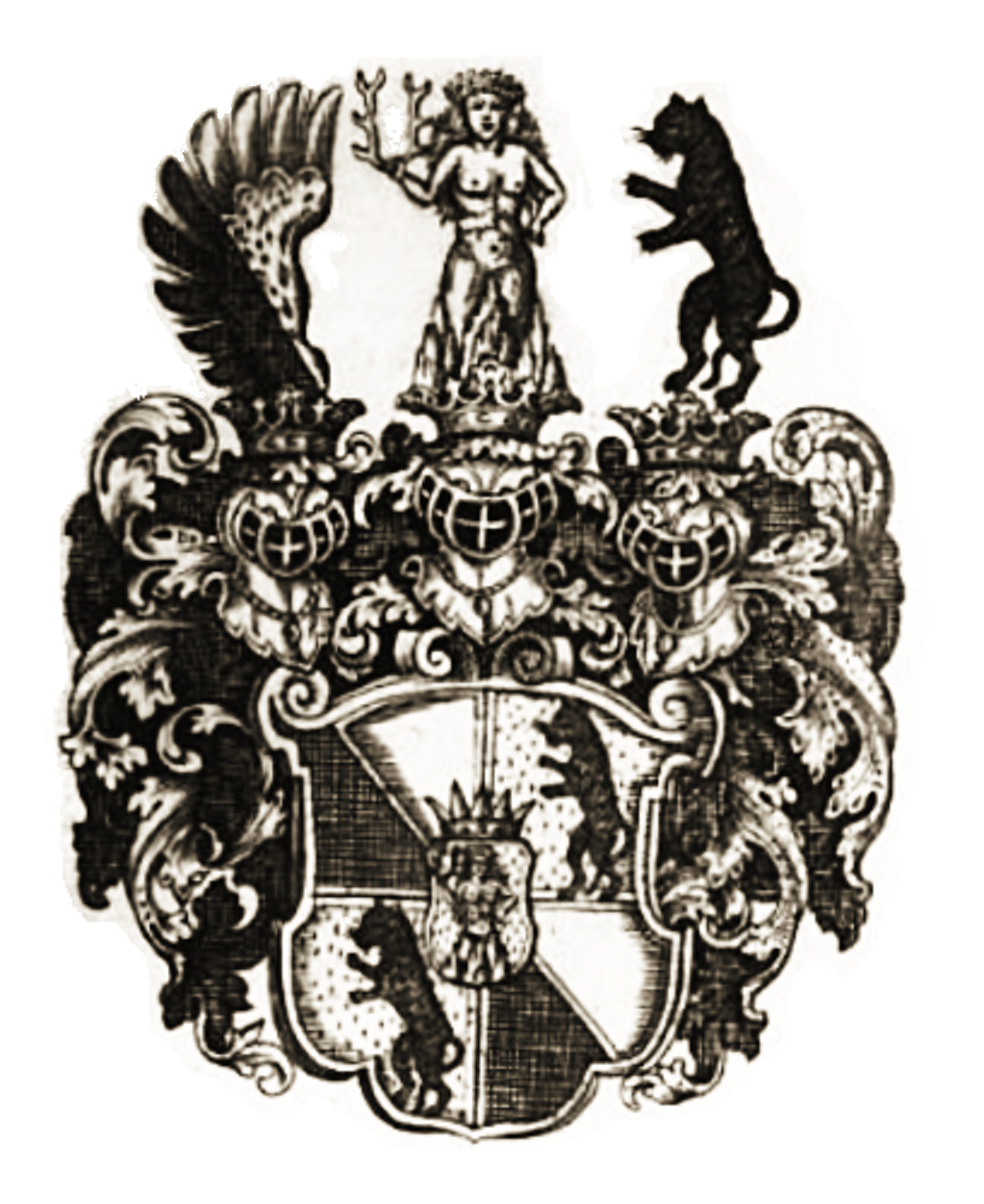
Gemehrtes Wappen der Freiherren von Clam, vorher Perger Edle Herren zu Clam (1655)
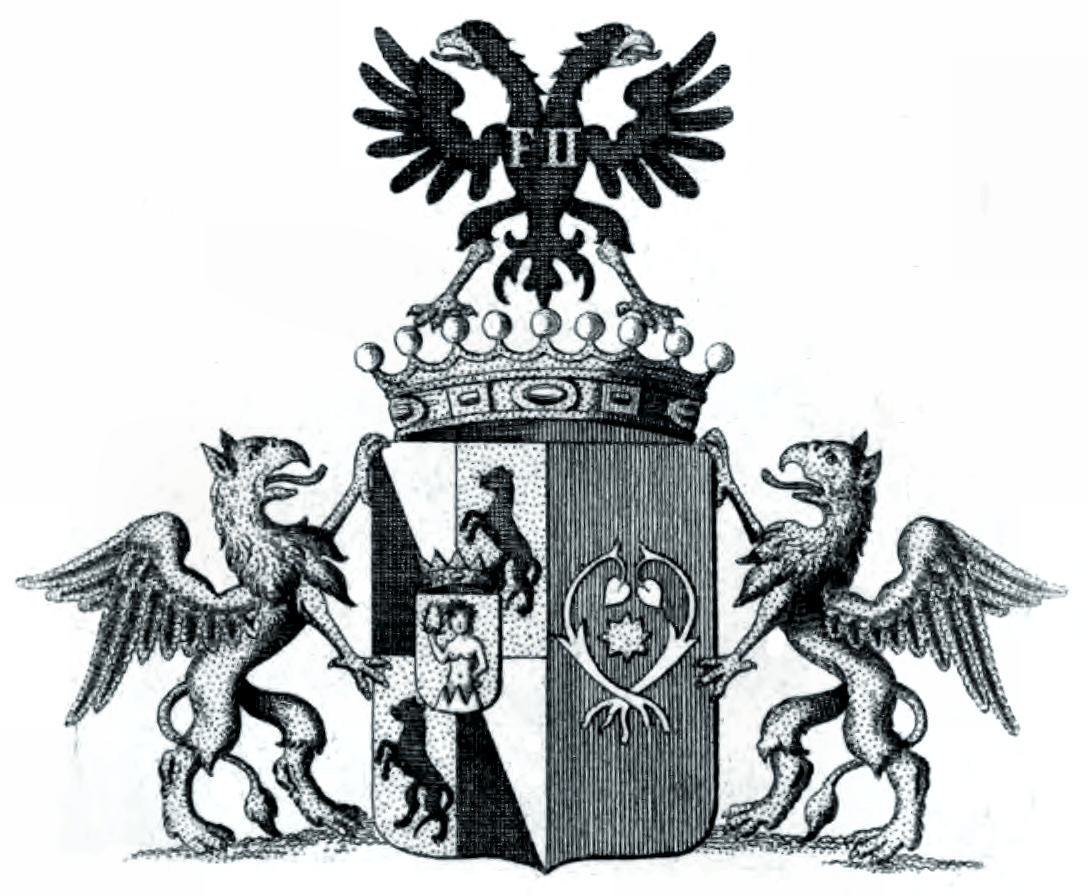
Gemehrtes Wappen der Grafen von Clam-Martinitz, Freiherrn von Höhenberg, nach Tyroff

## Persönlichkeiten
- Johann Albrecht von Clam-Martinic (1732–1822), österreichischer Generalmajor
- Johann Gottfried Perger (1598–1673), Freiherr von Clam
- Heinrich Clam-Martinic (1863–1932), österreichischer Ministerpräsident und Militär (Generalmajor)
- Georg Clam-Martinic (1908–2000), österreichischer Ingenieur, Landwirt, Autor und Denkmalpfleger
- Heinrich Jaroslaw Graf Clam-Martinic (1826–1887), böhmisch-nationaler Politiker
- Carl Joseph von Clam-Martinic(1759–1826), österreichischer Oberstlandkämmerer
- Karl Josef Nepomuk Clam-Martinic (1792–1840), österreichischer General, Generaladjutant des Kaisers Ferdinand I. (Österreich)

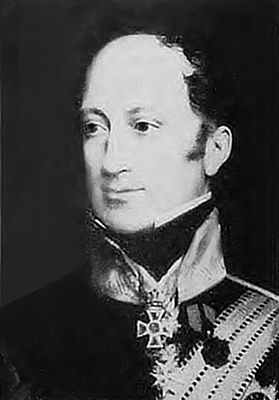
Karl Johann Graf von Clam-Martinic (1792–1840), Feldmarschall
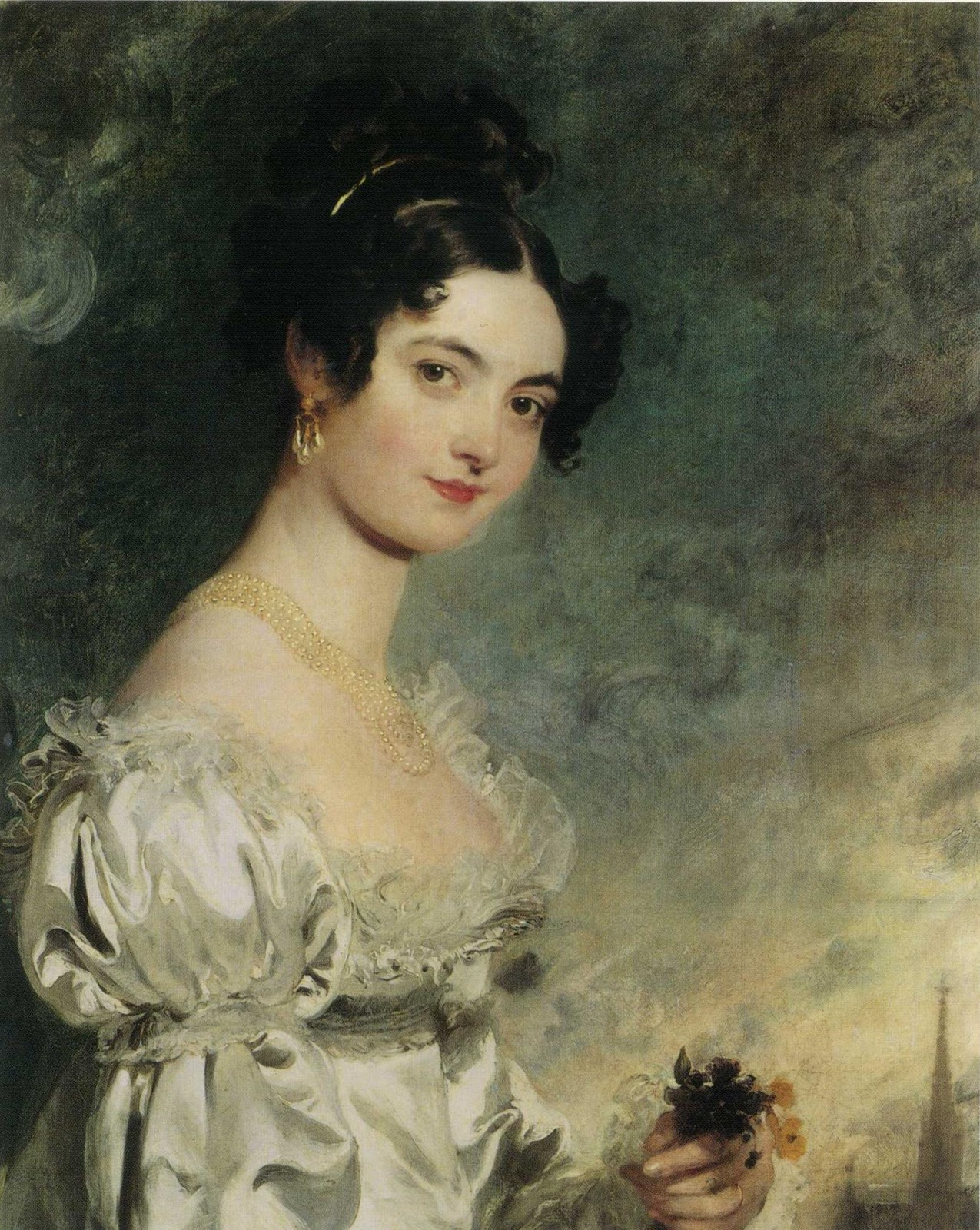
Lady Selina Meade, Gemahlin des Karl Johann
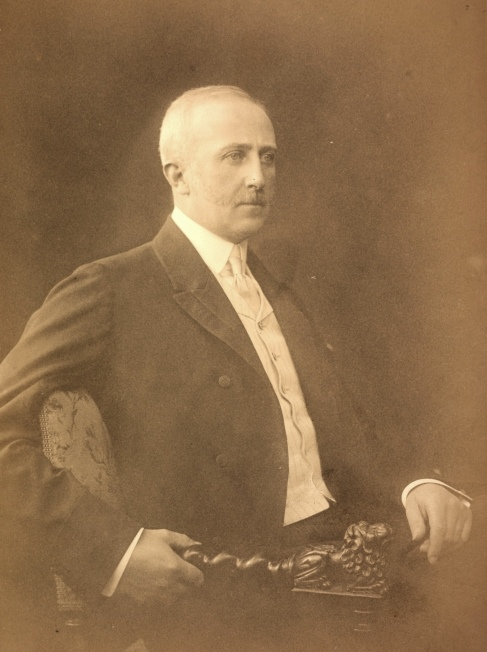
Graf Heinrich Clam-Martinic (1863–1932), österreichischer Ministerpräsident
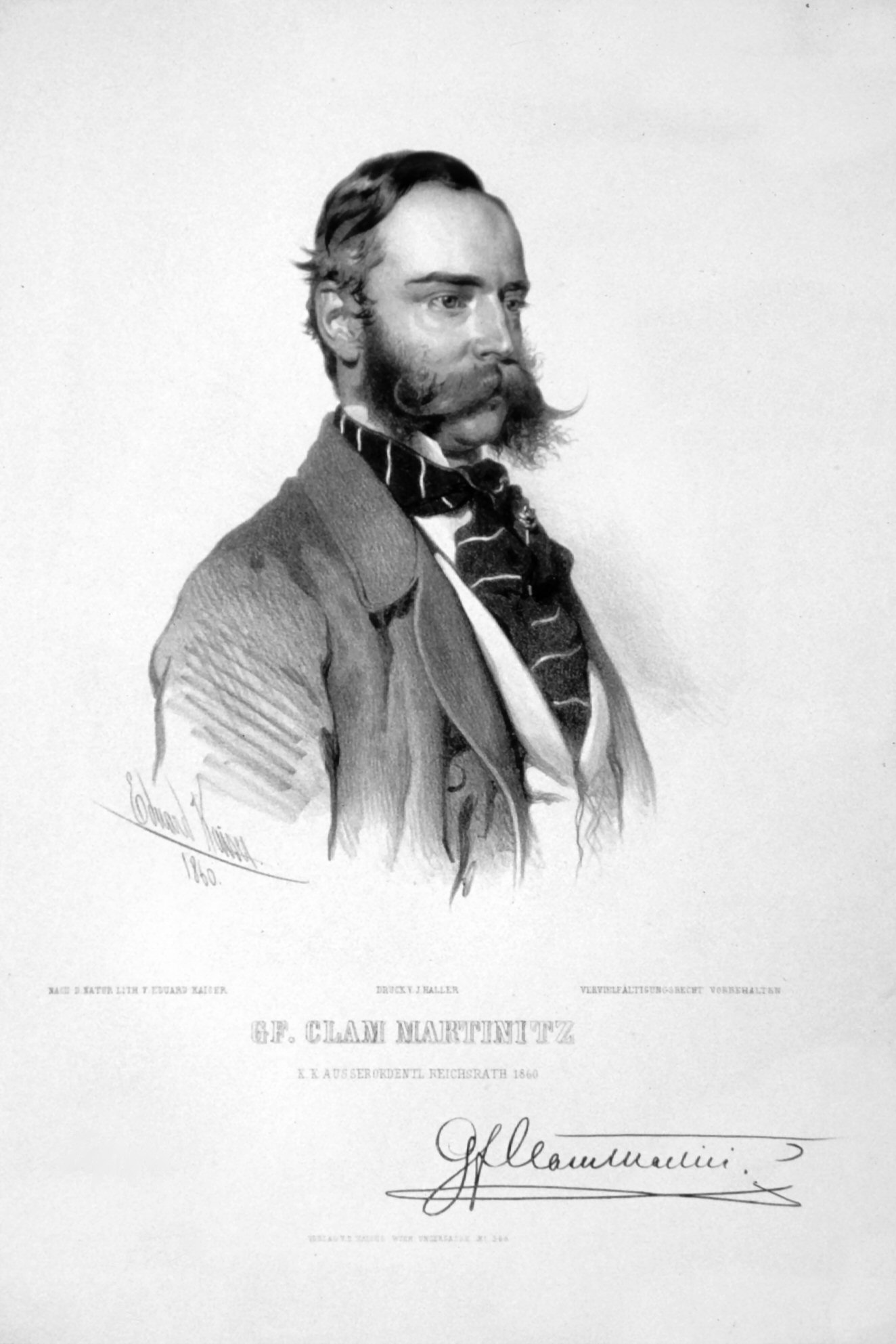
Heinrich Jaroslaw Graf Clam-Martinic (1826–1887), böhmischer Politiker